# Leptotrichum vaginans
Leptotrichum vaginans är en bladmossart som först beskrevs av Jean Nicolas Boulay, och fick sitt nu gällande namn av Delogne 1883. Leptotrichum vaginans ingår i släktet Leptotrichum, klassen egentliga bladmossor, divisionen bladmossor och riket växter. Inga underarter finns listade i Catalogue of Life.